# Ela Só Pensa em Beijar (Se Ela Dança, Eu Danço)
Ela Só Pensa Em Beijar (Se Ela Dança Eu Danço) é um single de MC Leozinho do álbum "Se Ela Dança, Eu Danço". Essa canção foi certificada com Disco de Platina pelos mais de 100 mil downloads pagos no Brasil, segundo a ABPD.
Em 2007 foi gravada por Celso Fonseca.
Atingiu a 1ª posição na HOT 100 brasileira durante várias semanas, foi a 6ª música mais tocada de 2006, e a 27ª mais tocada da década de 2000.

## Prêmios e indicações
| Ano  | Prêmio            | Indicação     | Resultado | Ref   |
| ---- | ----------------- | ------------- | --------- | ----- |
| 2006 | Melhores do Ano   | Música do Ano | Indicado  | [ 3 ] |
| 2006 | Meus Prêmios Nick | Música do Ano | Venceu    | [ 4 ] |

## Desempenho nas tabelas musicais
| Chart (2006)                        | Posição |
| ----------------------------------- | ------- |
| Brasil (Crowley Broadcast Analysis) | 1       |

## Vendas e certificações
| Região | Certificação | Vendas   |
| --- | ------------ | -------- |
| Brasil (Pro-Música Brasil)                                                                                        | Platina      | 100,000^ |
| *números de vendas baseados somente na certificação ‡vendas+valores de streaming baseados somente na certificação |              |          |